# موادفروش ۳
مواد فروش ۳ (همچنین با نام مواد فروش ۳: من فرشته مرگ هستم نیز شناخته می‌شود) فیلمی جنایی به کارگردانی نیکلاس ویندینگ رفن وساخت کشور دانمارک درسال ۲۰۰۵ است. این سومین فیلم از سه‌گانه مواد فروش است و در سال ۲۰۰۵ منتشر شد.

## بازیگران
- زلاتکو بوریچ در نقش میلو: رئیس مواد فروشان صرب.
- مارینلا دکیچ در نقش میلنا: دختر با قدرت میلو.
- ایلیاس آگاک به عنوان محمد: یک جوان فروشنده مواد مخدر.
- واسیلیج بوجیشیچ به عنوان برانکو: دزد دریایی میلو.
- کوجیم لوکی به عنوان لوان: تهیه‌کننده مواد مخدر آلبانی برای میلو.
- رمضان هیسنی به عنوان رکسو: یک گنگستر آلبانیایی.
- لووینو ینسن به عنوان مایک: دوست پسر میلنا. مایک یکی از بدنسازانی بود که از فرانک در فیلم اول سرقت کرد.
- لینسه کسلر به عنوان یانت: یک مدیر فاحشه خانه. یانت همسر سابق دوک بود.
- اسلاوکو لباویچ به عنوان رادووان: دوست قدیمی میلو و دزد سابق.
- کورت نیلسن به عنوان کورت کانت: یک فروشنده و دلال مخصوص مواد مخدر.
- هاکان توران در نقش علی: شریک کوچک محمد.
- کارستن شرودر در نقش سرخ (Røde): عموی تونی، برادر اسمِدن و شریک سابق او. پس از درگذشت اسمِدن در فیلم دوم، او و چند نفر از همکاران اسمِدن اکنون با میلو همکاری می‌کنند.